# Die Elfe mit dem Taschentuch
Die Elfe mit dem Taschentuch (schwedisch En natt i maj) ist eine Geschichte von Astrid Lindgren.

## Handlung
Die Geschichte spielt an einem Tag im Mai. Es ist Frühling und die Apfelbäume im Garten sind mit tausenden von Blüten bedeckt. Lena feiert ihren Geburtstag. Sie bekommt viele Geschenke, unter anderem ein wunderschönes Taschentuch mit Spitzen von ihrer Tante Emma. Als Lenas Mutter Lena Abends zu Bett bringt, erklärt sie Lena, dass diese gut auf das Taschentuch aufpassen solle. Lena verspricht es.
Als ihre Mutter gegangen ist, hört Lena ein klägliches Schluchzen aus dem Zimmer. Es stammt von einer kleinen Elfe, namens Muj. Diese ist furchtbar traurig, denn der König kommt in dieser Nacht in den Garten, um mit den Elfen zu tanzen und sie hat ihr einziges Kleid zerrissen. Nackt kann Muj nicht zu dem Ball gehen. Doch dann sieht sie Lenas Taschentuch. Muj ist begeistert von dem Stoff und bittet Lena ihr dieses als Ballkleid zu überlassen. Lena hatte ihrer Mutter zwar versprochen auf das Taschentuch aufzupassen, aber für die Elfe ist das Kleid so wichtig, dass Lena nicht anders kann, als dem zuzustimmen. Das Taschentuch wird zu einem wunderschönen Kleid. Die Elfe freut sich riesig auf den Ball, denn sie hat den König sehr gerne. Sie erklärt Lena, dass diese dem Ball zuschauen könne. Die Elfe hat einen wunderschönen Abend und tanzt mit dem König. Lena beobachtet das Fest begeistert. Nach dem Ball erklärt die Elfe Lena, dass diese Nacht die schönste in ihrem Leben gewesen sei.

## Hintergrund
Das Märchen wurde erstmals 1948 in der schwedischen Zeitschrift Vi veröffentlicht. 1950 erschien die Geschichte mit Illustrationen von Eva Billow in der Kurzgeschichtensammlung Nils Karlsson Pyssling (1952, deutsch Im Wald sind keine Räuber).
Außerdem wurde die Geschichte als Hörbuch herausgebracht. Sie wurde von Manfred Steffen gelesen und wurde 1992 auf Kassette, unter dem Titel Sonnenau und andere Geschichten veröffentlicht. Eine erneute Veröffentlichung erfolgte später auf CD unter dem Titel Astrid Lindgren. Märchen. In Schweden wurde die Geschichte von Astrid Lindgren persönlich gelesen und veröffentlicht.
Die Geschichte wurde zu verschiedenen Theaterstücken verarbeitet. So wurde sie unter anderem auf in Näs, dem Hof, in dem Astrid Lindgren aufgewachsen ist, aufgeführt. Die Musik zu dem Theaterstück wurde von Julia Karlssons geschrieben. Daneben war die Geschichte in Deutschland auch als Schattentheaterstück, als Marionettentheaterstück, und als Ballettstück zu sehen.

## Ausgaben
- Allrakäraste syster, In: Nils Karlsson-Pyssling, Rabén & Sjögren, 1949, schwedische Ausgabe, illustriert von Eva Billow
- Эльфа и носовой платочек, АСТ, 2008, russisches Bilderbuch, illustriert von Салиенко Наталья Петровна (Salienko Natalja Petrowna), ISBN 978-5-17-050063-5

In Deutschland veröffentlicht in
- Im Wald sind keine Räuber, 1952, Verlag Friedrich Oetinger, Hamburg, illustriert von Eva Billow, ins Deutsche übersetzt von Karl Kurt Peters
- Astrid Lindgren erzählt, 1971, Verlag Friedrich Oetinger, Hamburg, illustriert von Margret Rettich, ins Deutsche übersetzt von Karl Kurt Peters
- Märchen, 1978, Verlag Friedrich Oetinger, Hamburg, illustriert von Ilon Wikland, ins Deutsche übersetzt von Karl Kurt Peters
- Mond und Sterne: Die schönsten Einschlafgeschichten, Regina Zwerger (Hg), Annette Betz ein Imprint von Ueberreuter Verlag - Illustriert von Judith Loske
- Lieblingsgeschichten für kleine Helden, Ellermann, Petra Steckelmann (Hg), Illustriert von Yayo Kawamura